# 1989 a filmművészetben

## Események
- Kim Basinger színésznő bátyjával, Mickkel 20 millió dollárért megvásárolja a Georgia államban lévő Braselton városát. (1993-ban Basinger üzleti partnerének, a chicagói Ameritech Corp.-nak kénytelen átadni a várost, mikor egy kaliforniai bíró 7,4 millió dollár megfizetésére kötelezi a Boxing Helena cím főszerepére kötött szóbeli szerződés megszegése miatt, csődbe kényszerítve a színésznőt.)
- április 16. – Charles Chaplin 100. születésnapját világszerte rendezvénysorozatokkal ünneplik.
- szeptember – a Columbia Pictures és a Tri-Star Pictures cégeket megvásárolja a Sony.

## Sikerfilmek
| #  | cím                                       | stúdió      | összbevétel  | észak-amerikai bevétel | gyártási költség |
| -- | ----------------------------------------- | ----------- | ------------ | ---------------------- | ---------------- |
| 1  | Indiana Jones és az utolsó kereszteslovag | Paramount   | $474 171 806 | $197 171 806           | $48 000          |
| 2  | Batman                                    | Warner      | $411 348 924 | $251 188 924           | $35 000          |
| 3  | Vissza a jövőbe II.                       | Universal   | $331 950 002 | $118 450 002           | $40 000          |
| 4  | Nicsak, ki beszél!                        | TriStar     | $296 999 813 | $140 088 813           | $7 500 000       |
| 5  | Holt költők társasága                     | Buena Vista | $235 860 116 | $95 860 116            | $16 400 000      |
| 6  | Halálos fegyver 2.                        | Warner      | $227 853 986 | $147 253 986           | 25 000 000       |
| 7  | Drágám, a kölykök összementek!            | Buena Vista | $222 724 172 | $130 724 172           | 18 000 000       |
| 8  | Szellemirtók 2.                           | Columbia    | $215 394 738 | $112 494 738           | $37 000          |
| 9  | A kis hableány                            | Buena Vista | $211 343 479 | $111 543 479           | $40 000          |
| 10 | Született július 4-én                     | Universal   | $161 001 698 | $70 001 698            | $14 000          |

## Filmbemutatók

### Magyar filmek
| Cím                                                      | Rendező             |
| -------------------------------------------------------- | ------------------- |
| Béketárgyalás, avagy az évszázad csütörtökig tart        | Balogh Zsolt        |
| Dédelgetett kedvenceink                                  | Szali Györgyi       |
| Éjszaka                                                  | Gaál István         |
| Az én XX. századom                                       | Enyedi Ildikó       |
| Az erősebb                                               | Máté Gábor          |
| Forradalom után                                          | Szirtes András      |
| Hagyjátok Robinsont!                                     | Tímár Péter         |
| A halálraítélt                                           | Zsombolyai János    |
| A hecc                                                   | Gárdos Péter        |
| 'Hol zsarnokság van' (Egy bíró visszaemlékezései)        | Gyarmathy Lívia     |
| Iskolakerülők                                            | Kardos Ferenc       |
| Ismeretlen ismerős                                       | Rózsa János         |
| Kicsi, de nagyon erős                                    | Grunwalsky Ferenc   |
| Könnyű vér                                               | Szomjas György      |
| A legényanya                                             | Garas Dezső         |
| Mielőtt befejezi röptét a denevér                        | Tímár Péter         |
| Nevelésügyi sorozat I.                                   | Dobray György       |
| Recsk 1950–1953, egy titkos kényszermunkatábor története | Böszörményi Géza    |
| Rudolfió                                                 | Gózon Francisco     |
| Stubborn Dreams                                          | Szobolits Béla      |
| Sárkány és papucs                                        | Hernádi Tibor       |
| Tanmesék a szexről                                       | Siklósi Szilveszter |
| Tutajosok                                                | Elek Judit          |
| Túsztörténet                                             | Gazdag Gyula        |
| Az új földesúr                                           | Lányi András        |
| Vadon                                                    | András Ferenc       |
| Vili, a veréb                                            | Gémes József        |
| Zafír                                                    | Pacskovszky József  |

### Észak-amerikai, országos bemutatók
január – december

| Magyar cím                                         | Eredeti cím                                      | Rendező                               | Stúdió / Forgalmazó      | [ 10 ] |
| -------------------------------------------------- | ------------------------------------------------ | ------------------------------------- | ------------------------ | ------ |
| Az 54. hadtest                                     | Glory                                            | Edward Zwick                          | TriStar Pictures         |        |
| Acélmagnóliák                                      | Steel Magnolias                                  | Herbert Ross                          | TriStar Pictures         |        |
| Agyilag zokni                                      | How I Got Into College                           | Savage Steve Holland                  | 20th Century Fox         |        |
| Az agyoncsapat                                     | Troop Beverly Hills                              | Jeff Kanew                            | Columbia Pictures        |        |
| Álomcsapat                                         | The Dream Team                                   | Howard Zieff                          | Universal Pictures       |        |
| Álom, édes álom                                    | Dream a Little Dream                             | Marc Rocco                            | Vestron Pictures         |        |
| Ami sok, az sokk                                   | The 'burbs                                       | Joe Dante                             | Universal Pictures       |        |
| Az átlátnok                                        | Second Sight                                     | Joel Zwick                            | Warner Bros.             |        |
| Azok a csodálatos Baker fiúk                       | The Fabulous Baker Boys                          | Steve Kloves                          | 20th Century Fox         |        |
| Baseball álmok                                     | Field of Dreams                                  | Phil Alden Robinson                   | Universal Pictures       |        |
| Batman                                             | Batman                                           | Tim Burton                            | Warner Bros.             |        |
| Belevaló papapótló                                 | Uncle Buck                                       | John Hughes                           | Universal Pictures       |        |
| Bibis alibi                                        | Her Alibi                                        | Bruce Beresford                       | Warner Bros.             |        |
| Bicska                                             | Jacknife                                         | David Hugh Jones                      | Kings Road Entertainment |        |
| Bill és Ted zseniális kalandja                     | Bill & Ted's Excellent Adventure                 | Stephen Herek                         | Orion Pictures           |        |
| Blamázs                                            | Blaze                                            | Ron Shelton                           | Buena Vista              |        |
| A bosszú börtönében                                | Lock Up                                          | John Flynn                            | TriStar Pictures         |        |
| Cyborg – A robotnő                                 | Cyborg                                           | Albert Pyun                           | Cannon Films             |        |
| A családban marad                                  | Immediate Family                                 | Jonathan Kaplan                       | Columbia Pictures        |        |
| Családi ügy                                        | Family Business                                  | Sidney Lumet                          | TriStar Pictures         |        |
| Drágám, a kölykök összementek!                     | Honey, I Shrunk the Kids                         | Joe Johnston                          | Buena Vista              |        |
| Drága papa                                         | Dad                                              | Gary David Goldberg                   | Universal Pictures       |        |
| Az ég is tévedhet                                  | Chances Are                                      | Emile Ardolino                        | TriStar Pictures         |        |
| Egy ártatlan ember                                 | An Innocent Man                                  | Peter Yates                           | Buena Vista              |        |
| Egyik kopó, másik eb                               | Turner & Hooch                                   | Roger Spottiswoode                    | Buena Vista              |        |
| Egy kis anatómia                                   | Gross Anatomy                                    | Thom Eberhardt                        | Buena Vista              |        |
| Az életművész                                      | Skin Deep                                        | Blake Edwards                         | 20th Century Fox         |        |
| Az ellenség földjén                                | In Country                                       | Norman Jewison                        | Warner Bros.             |        |
| Fat Man és Little Boy                              | Fat Man and Little Boy                           | Roland Joffé                          | Paramount Pictures       |        |
| Fekete eső                                         | Black Rain                                       | Ridley Scott                          | Paramount Pictures       |        |
| A gepárd                                           | Cheetah                                          | Jeff Blyth                            | Buena Vista              |        |
| Gyagyás nyomozás                                   | Who's Harry Crumb?                               | Paul Flaherty                         | TriStar Pictures         |        |
| Gyilkos tánc                                       | Rooftops                                         | Robert Wise                           | New Century              |        |
| Gyilkos törvény                                    | Criminal Law                                     | Martin Campbell                       | Hemdale Films            |        |
| A háború áldozatai                                 | Casualties of War                                | Brian De Palma                        | Columbia Pictures        |        |
| Halálos fegyver 2.                                 | Lethal Weapon 2                                  | Richard Donner                        | Warner Bros.             |        |
| Halálos nyugalom                                   | Dead Calm                                        | Phillip Noyce                         | Warner Bros.             |        |
| Halloween 5.                                       | Halloween 5                                      | Dominique Othenin-Girard              | Galaxy International     |        |
| Harlemi éjszakák                                   | Harlem Nights                                    | Eddie Murphy                          | Paramount Pictures       |        |
| Három szökevény                                    | Three Fugitives                                  | Francis Veber                         | Buena Vista              |        |
| Harry és Sally                                     | When Harry Met Sally…                            | Rob Reiner                            | Columbia Pictures        |        |
| Hóbortos hétvége                                   | Weekend at Bernie's                              | Ted Kotcheff                          | 20th Century Fox         |        |
| Holt költők társasága                              | Dead Poets Society                               | Peter Weir                            | Buena Vista              |        |
| Idehallgass!                                       | Listen to Me                                     | Douglas Day Stewart                   | Columbia Pictures        |        |
| Ifjú Einstein                                      | Young Einstein                                   | Yahoo Serious                         | Warner Bros.             |        |
| Az igazság bajnoka                                 | True Believer                                    | Joseph Ruben                          | Columbia Pictures        |        |
| Az igazság törvénye                                | Physical Evidence                                | Michael Crichton                      | Columbia Pictures        |        |
| Indiana Jones és az utolsó kereszteslovag          | Indiana Jones and the Last Crusade               | Steven Spielberg                      | Paramount Pictures       |        |
| Isten veled, király!                               | Farewell to the King                             | John Milius                           | Orion Pictures           |        |
| James Bond, a magányos ügynök                      | License to Kill                                  | John Glen                             | United Artists           |        |
| Johnny, a jóarcú                                   | Johnny Handsome                                  | Walter Hill                           | TriStar Pictures         |        |
| Karácsonyi vakáció                                 | Christmas Vacation                               | Jeremiah S. Chechik                   | Warner Bros.             |        |
| A karate kölyök III.                               | The Karate Kid Part III                          | John G. Avildsen                      | Columbia Pictures        |        |
| Kedvencek temetője                                 | Pet Sematary                                     | Mary Lambert                          | Paramount Pictures       |        |
| Keserű ébredés                                     | Rude Awakening                                   | David Greenwalt és Aaron Russo        | Orion Pictures           |        |
| Kétbalkezes bankrablók                             | Disorganized Crime                               | Jim Kouf                              | Buena Vista              |        |
| Kickboxer – Vérbosszú Bangkokban                   | Kickboxer                                        | Mark DiSalle és David Worth           | Cannon Films             |        |
| A kis hableány                                     | The Little Mermaid                               | John Musker és Ron Clements           | Buena Vista              |        |
| Kisvárosi vagányok                                 | Staying Together                                 | Lee Grant                             | Hemdale Films            |        |
| Kőkemény diri                                      | Lean on Me                                       | John G. Avildsen                      | Warner Bros.             |        |
| A könyörtelen                                      | Relentless                                       | William Lustig                        | New Line Cinema          |        |
| Kutyám, Jerry Lee                                  | K-9                                              | Rod Daniel                            | Universal Pictures       |        |
| A légy II.                                         | The Fly II                                       | Chris Walas                           | 20th Century Fox         |        |
| Leviathan                                          | Leviathan                                        | George P. Cosmatos                    | Metro-Goldwyn-Mayer      |        |
| A medve                                            | L'ours                                           | Jean-Jacques Annaud                   | TriStar Pictures         |        |
| A mélység titka                                    | The Abyss                                        | James Cameron                         | 20th Century Fox         |        |
| Mélytengeri szörnyeteg                             | Deepstar Six                                     | Sean S. Cunningham                    | TriStar Pictures         |        |
| A mentőcsapat                                      | The Rescuers                                     | John Lounsbery és Wolfgang Reitherman | Buena Vista              |        |
| Minden kutya a mennybe jut                         | All Dogs Go to Heaven                            | Don Bluth és Gary Goldman             | United Artists           |        |
| Miss Daisy sofőrje                                 | Driving Miss Daisy                               | Bruce Beresford                       | Warner Bros.             |        |
| Mondhatsz akármit                                  | Say Anything                                     | Cameron Crowe                         | 20th Century Fox         |        |
| A nagy csapat                                      | Major League                                     | David S. Ward                         | Paramount Pictures       |        |
| Nem vagyunk mi angyalok                            | We're No Angels                                  | Neil Jordan                           | Paramount Pictures       |        |
| Nicsak, ki beszél!                                 | Look Who's Talking                               | Amy Heckerling                        | TriStar Pictures         |        |
| Nincs irgalom                                      | Dead Bang                                        | John Frankenheimer                    | Warner Bros.             |        |
| Nőstényördög                                       | She-Devil                                        | Susan Seidelman                       | Orion Pictures           |        |
| Az operaház fantomja                               | The Phantom of the Opera                         | Dwight H. Little                      | 21st Century Film        |        |
| Országúti diszkó                                   | Road House                                       | Rowdy Herrington                      | United Artists           |        |
| Örökké                                             | Always                                           | Steven Spielberg                      | Universal Pictures       |        |
| Örömkölyök                                         | Loverboy                                         | Joan Micklin Silver                   | TriStar Pictures         |        |
| Pán Péter                                          | Peter Pan                                        | Clyde Geronimi és Wilfred Jackson     | Buena Vista              |        |
| Péntek 13. – VIII. rész: Borzalom New Yorkban      | Friday the 13th Part VIII: Jason Takes Manhattan | Rob Hedden                            | Paramount Pictures       |        |
| Prancer                                            | Prancer                                          | John D. Hancock                       | Orion Pictures           |        |
| Reggel találkozunk                                 | See You in the Morning                           | Alan J. Pakula                        | Warner Bros.             |        |
| Rémálom az Elm utcában 5. – Az álomgyerek          | A Nightmare on Elm Street: The Dream Child       | Stephen Hopkins                       | New Line Cinema          |        |
| Rendőrakadémia 6. – Az ostromlott város            | Police Academy 6: City Under Siege               | Peter Bonerz                          | Warner Bros.             |        |
| Renegátok                                          | Renegades                                        | Jack Sholder                          | Universal Pictures       |        |
| Riválisok                                          | Best of the Best                                 | Robert Radler                         | Taurus Entertainment     |        |
| A rock 'n' roll ördöge                             | Great Balls of Fire!                             | Jim McBride                           | Orion Pictures           |        |
| A rózsák háborúja                                  | The War of the Roses                             | Danny DeVito                          | 20th Century Fox         |        |
| Rózsaszín Cadillac                                 | Pink Cadillac                                    | Buddy Van Horn                        | Warner Bros.             |        |
| Ágyúgolyó futam 3. – Sebességzóna                  | Speed Zone!                                      | Jim Drake                             | Orion Pictures           |        |
| Sokkoló                                            | Shocker                                          | Wes Craven                            | Universal Pictures       |        |
| Star Trek V.: A végső határ                        | Star Trek V: The Final Frontier                  | William Shatner                       | Paramount Pictures       |        |
| Szellemirtók II.                                   | Ghostbusters II                                  | Ivan Reitman                          | Columbia Pictures        |        |
| Szenzációs ajánlat                                 | Fletch Lives                                     | Michael Ritchie                       | Universal Pictures       |        |
| A szerelem tengere                                 | Sea of Love                                      | Harold Becker                         | Universal Pictures       |        |
| Sziklaöklű harcosok                                | No Holds Barred                                  | Thomas J. Wright                      | New Line Cinema          |        |
| Szorul a hurok                                     | The January Man                                  | Pat O'Connor                          | Metro-Goldwyn-Mayer      |        |
| Született július 4-én                              | Born on the Fourth of July                       | Oliver Stone                          | Universal Pictures       |        |
| Táncőrület                                         | Shag                                             | Zelda Barron                          | Hemdale Films            |        |
| Tango és Cash                                      | Tango & Cash                                     | Andrej Koncsalovszkij                 | Warner Bros.             |        |
| Telhetetlen nőfaló                                 | Worth Winning                                    | Will Mackenzie                        | 20th Century Fox         |        |
| Tétre vagy befutóra                                | Let It Ride                                      | Joe Pytka                             | Paramount Pictures       |        |
| Az őrület hullámhosszán: Ultra Hülyék Frekvenciája | UHF                                              | Jay Levey                             | Orion Pictures           |        |
| Unokatestvérek                                     | Cousins                                          | Joel Schumacher                       | Paramount Pictures       |        |
| Az utolsó csengetés                                | Sing                                             | Richard J. Baskin                     | TriStar Pictures         |        |
| Vaklárma                                           | See No Evil, Hear No Evil                        | Arthur Hiller                         | TriStar Pictures         |        |
| Vásott szülők                                      | Parenthood                                       | Ron Howard                            | Universal Pictures       |        |
| A vér szava                                        | Next of Kin                                      | John Irvin                            | Warner Bros.             |        |
| Vissza a jövőbe II.                                | Back to the Future Part II                       | Robert Zemeckis                       | Universal Pictures       |        |
| Vörös skorpió                                      | Red Scorpion                                     | Joseph Zito                           | Shapiro-Glickenhaus      |        |
|                                                    | Wired                                            | Larry Peerce                          | Taurus Entertainment     |        |
|                                                    | The Wizard                                       | Todd Holland                          | Universal Pictures       |        |

### További bemutatók
| Magyar cím              | Eredeti cím                               | Rendező             | [ 10 ] |
| ----------------------- | ----------------------------------------- | ------------------- | ------ |
| V. Henrik               | Henry V                                   | Kenneth Branagh     |        |
|                         | Atlantic Rhapsody – 52 myndir úr Tórshavn | Katrin Ottarsdóttir |        |
| Millennium              | Millennium                                | Michael Anderson    |        |
| A pénz nem boldogít?!   | Religion, Inc.                            | Daniel Adams        |        |
| A testőrök visszatérnek | The Return of the Musketeers              | Richard Lester      |        |
| Tüzes alkony            | Old Gringo                                | Luis Puenzo         |        |
| Nehéz istennek lenni    | Es ist nicht leicht ein Gott zu sein      | Peter Fleischmann   |        |

## Díjak, fesztiválok
- Oscar-díj (március 29.)
  - Film: Esőember
  - Rendező: Barry Levinsto – Esőember
  - Férfi főszereplő: Dustin Hoffman – Esőember
  - Női főszereplő: Jodie Foster – Vádlottak
  - Külföldi film: Hódító Pelle
- 14. César-gála (március 4.)
  - Film: Camille Claudel – Bruno Nuytten
  - Rendező: Jean-Jacques Annaud, L'Ours
  - Férfi főszereplő: Jean-Paul Belmondo, Itinéraire d'un enfant gâté
  - Női főszereplő: Isabelle Adjani, Camille Claudel
  - Külföldi film: Bagdad Café, rendezte Percy Adlon
- 1989-es cannes-i filmfesztivál
- Velencei Nemzetközi Filmfesztivál (szeptember 4-szeptember 15)
  - Arany Oroszlán: A fájdalom városa – Hu Hszia-hszien
  - Ezüst Oroszlán: Emlékek egy sárga házról – Joao Cesar Monteiro
  - Férfi főszereplő: Marcello Mastroianni és Massimo Troisi – Hány óra?
  - Női főszereplő: Peggy Ashcroft és Geraldine James – Oly távol és közel
- Berlini Nemzetközi Filmfesztivál
  - Arany Medve: Esőember – Barry Levinston
  - Ezüst Medve: Estharangok – Vu Csiniu
  - rendező: Dusan Hanák – Én szeretek, te szeretsz
  - Férfi főszereplő: Gene Hackman – Lángoló Mississippi
  - Női főszereplő: Isabelle Adjani – Camille Claudel
- 1989-es Magyar Filmszemle

## Születések
- január 3. – Alex D. Linz, színész
- február 5. – Jessica Sumpter, színésznő
- február 5. – Jeremy Sumpter, színész
- február 13. – Carly McKillip, színésznő
- február 16. – Elizabeth Olsen, színésznő
- március 5. – Jake Lloyd, színész
- március 15. – Caitlin Wachs, amerikai színésznő
- április 18. – Alia Shawkat, amerikai színésznő
- április 20. – Alex Black, amerikai színész
- június 23. – Anton Yelchin, orosz színész
- június 27. – Matthew Lewis, brit színész
- július 23. – Daniel Radcliffe, színész
- augusztus 21. – Hayden Panettiere, amerikai színésznő
- szeptember 15. – Connor Sisson, kanadai színész, rendező
- december 12. – Harry Eden, brit színész

## Halálozások
- január 20. – Beatrice Lillie, színésznő
- február 3. – Lionel Newman, zeneszerző
- február 3. – John Cassavetes, színész, rendező
- február 11. – George O'Hanlon, színész
- február 17. – Marguerite Roberts, író
- április 26. – Lucille Ball, színésznő
- április 30. – Sergio Leone, rendező
- május 20. – Gilda Radner, színésznő
- június 27. – Jack Buetel, színész
- június 28. – Joris Ivens, rendező
- július 3. – Jim Backus, színész
- július 11. – Laurence Olivier, színész
- augusztus 16. – Amanda Blake, színésznő
- október 4. – Graham Chapman, humorista
- október 6. – Bette Davis, színésznő
- október 16. – Cornel Wilde, színész
- október 20. – Anthony Quayle, színész
- november 20. – Lynn Bari, színésznő
- december 16. – Aileen Pringle, színésznő
- december 16. – Silvana Mangano, színésznő
- december 16. – Lee Van Cleef, színész